# Aphelinoidea anatolica
Aphelinoidea anatolica is een vliesvleugelig insect uit de familie Trichogrammatidae. De wetenschappelijke naam is voor het eerst geldig gepubliceerd in 1936 door Novicky.